# Elektrokemijska korozija
Elektrokemijska korozija ili galvanska korozija je vrsta korozije koja se zbiva u elektrolitima. Elektrokemijsku koroziju uzrokuje djelovanje korozijskih galvanskih članaka nastalih na površini metala izloženoj elektrolitu. Neplemenitiji dijelovi površine pritom su anode, na kojima se metal troši ionizacijom, otapanjem u elektrolitu uz istodobno oslobađanje viška elektrona (elektrolitska disocijacija), koji kroz metal putuju prema plemenitijim dijelovima površine, katodama, gdje se vežu s oksidansima (takozvanim depolarizatorima) iz okoline (elektrokemijska redukcija). U vodenim elektrolitima najčešći su oksidansi otopljeni kisik i vodikovi kationi. Na te primarne reakcije na elektrodama korozijskoga članka obično se nadovezuju sekundarne reakcije, koje često daju čvrste produkte, među kojima je najpoznatija hrđa, smjesa hidratiranih željeznih oksida. Neki čvrsti produkti (na primjer patina na bakru i njegovim slitinama), za razliku od hrđe, koče koroziju.
Elektrokemijska korozija je redoks proces u kojemu nastaje oksidacija metala (koji daje elektrone) u slobodni metalni ion, te redukcija nekog depolizatora (koji prima elektrone). Elektrokemijska korozija nastaje u prirodnoj i tehničkoj vodi, u vodenim otopinama kiselina, lužina (baza), soli i drugih tvari, u tlu, u sokovima biološkog podrijetla, u talinama soli i hidroksida, te u atmosferi. Atmosfera, doduše, nije elektrolit, ali se atmosferska korozija odvija u vodenom kondenzatu koji zbog vlažnosti zraka nastaje na metalnoj površini i ima svojstva elektrolita.

## Teorija elektrokemijske korozije
Elektrokemijska korozija je redoks reakcija u kojemu sudjeluje metal izložen elektrolitu kao davalac elektrona i neka tvar (ili grupa tvari) kao primalac elektrona (takozvani depolarizator). Proces se sastoji od paralelnih međusobnih reakcija oksidacije i redukcije. Metalni atom (zapravo metalni kation kojemu je naboj nadoknađen slobodnim elektronima u kristalnoj rešetki) oksidira se u slobodni kation u elektrolitu, pri čemu u metalu nastaje višak slobodnih elektrona. Depolarizator se reducira vezanjem tog viška elektrona. Depolarizator može biti kation ili anion otopljen u elektrolitu, molekula prisutne čvrste tvari (na primjer korozijskog produkta) ili tvari otopljene u elektrolitu, odnosno nekoliko kationa, aniona ili molekula. Proces elektrokemijske korozije sastoji se, dakle, od ionizacije metala i depolarizacije (redukcije depolarizatora), pa se može prikazati:
Me → Mez+ + z e0   (ionizacija metala)
z e0 + Dep → Depz-  (depolarizacija)
__________________________________
Me + Dep → Mez+ + Depz-  (ukupni proces)
Za ravnotežne potencijale elektrokemijskih procesa vrijedi Nerstova jednakost:
{\displaystyle E_{\text{r}}=E_{\text{r}}^{\ominus }-{\frac {RT}{zF}}\ln Q_{r}}
gdje je:
- Er  - ravnotežni elektrodni potencijal (elektromotorna sila) na nekoj temperaturi;
- Eor - standardni elektrodni potencijal;
- R - univerzalna plinska konstanta: R = 8,314 472(15) J K−1 mol−1
- T - apsolutna temperatura;
- F - Faradayeva konstanta: F = 9,648 533 99(24)×104 C mol−1
- z - broj elektrona koji sudjeluje u procesu;
- Qr - produkti potencija aktiviteta (koncentracija) oksidansa, odnosno reducensa u elektrodnom procesu.

Ravnotežni elektrodni potencijal nekog procesa ionizacije metala ovisi dakle o standardnom elektrodnom potencijalu, o temperaturi i o aktivitetu (koncentraciji) metalnih iona. Što je ravnotežni potencijal ionizacije viši, to jest što je pozitivniji (ili manje negativan), to je metal plemenitiji, to jest manje ionizaciji (elektrokemijskoj koroziji). Metali s nižim standardnim potencijalom (na primjer magnezij, aluminij, cink, željezo) imaju obično i niži ravnotežni potencijal ionizacije, pa prema tome i veći afinitet za koroziju od metala s višim standardnim elektrodnim potencijalom (na primjer bakar, srebro, platina, zlato). 

### Standardni elektrodni potencijal
Standardni elektrodni potencijal (E°) određen je mjerenjem relativnih elektrodnih potencijala uz standardne uvjete (aktivitet 1, tlak 101 325 Pa i temperatura 25 °C) prema standardnoj vodikovoj elektrodi. Elektrodni potencijal je električni potencijal elektrokemijske ćelije u kojoj je ispitivana elektroda spojena kao katoda, a standardna vodikova elektroda (E = 0,000 V) kao anoda. Na katodi se uvijek događa redukcija a na anodi oksidacija. Elektrodni potencijal je po definiciji redukcijski potencijal. Prema IUPAC-ovu dogovoru, izraz elektrodni potencijal namijenjen je isključivo za polureakcije napisane kao redukcije. Predznak elektrodnog potencijala određen je predznakom dotičnog polučlanka spojenog sa standardnom vodikovom elektrodom. Pozitivni predznak upućuje na to da je reakcija spontana u odnosu na standardnu vodikovu elektrodu, to jest da se polučlanak spontano ponaša kao katoda.
Popis standardnih elektrodnih potencijala nekih metala i elemenata (objašnjenje: (s) - krutina; (l) - tekućina; (g) - plin; (aq) - razvodnjen; (Hg) - amalgam):
| Polureakcije (redukcije) | Polureakcije (redukcije) | Polureakcije (redukcije) | E° (V)  |
| Oksidans                 | ⇆                        | Reducens                 | E° (V)  |
| ------------------------ | ------------------------ | ------------------------ | ------- |
| &                        | -9                       |                          |         |
| Zz                       | 9                        |                          |         |
| Mg2+ + 2 e-              | ⇆                        | Mg(s)                    | -2,372  |
| Al3+ + 3 e-              | ⇆                        | Al(s)                    | -1,662  |
| Ti2+ + 2 e-              | ⇆                        | Ti(s)                    | -1,63   |
| 2 H2O + 2 e-             | ⇆                        | H2(g) + 2 OH-            | -0,8277 |
| Zn2+ + 2 e-              | ⇆                        | Zn(s)                    | -0,7618 |
| Cr3+ + 3 e-              | ⇆                        | Cr(s)                    | -0,74   |
| Fe2+ + 2 e-              | ⇆                        | Fe(s)                    | -0,44   |
| Cd2+ + 2 e-              | ⇆                        | Cd(s)                    | -0,40   |
| Ni2+ + 2 e-              | ⇆                        | Ni(s)                    | -0,25   |
| Sn2+ + 2 e-              | ⇆                        | Sn(s)                    | -0,13   |
| Pb2+ + 2 e-              | ⇆                        | Pb(s)                    | -0,126  |
| Fe3+ + 3 e-              | ⇆                        | Fe(s)                    | -0,04   |
| 2 H+ + 2 e-              | ⇆                        | H2(g)                    | 0,0000  |
| Cu2+ + 2 e-              | ⇆                        | Cu(s)                    | +0,337  |
| O2(g) + 2 H2O + 4 e-     | ⇆                        | 4 OH-(aq)                | +0,401  |
| Cu+ + e-                 | ⇆                        | Cu(s)                    | +0,520  |
| CO(g) + 2 H+ + 2 e-      | ⇆                        | C(s) + H2O               | +0,52   |
| [AuI4]− + 3 e-           | ⇆                        | Au(s) + 4 I−             | +0,56   |
| Ag+ + e-                 | ⇆                        | Ag(s)                    | +0,7996 |
| Hg22+ + 2 e-             | ⇆                        | 2 Hg(l)                  | +0,80   |
| Hg2+ + 2 e-              | ⇆                        | Hg(l)                    | +0.85   |
| Pt2+ + 2 e-              | ⇆                        | Pt(s)                    | +1,188  |
| O2(g) + 4 H+ + 4 e-      | ⇆                        | 2 H2O                    | +1,229  |
| Au3+ + 3 e-              | ⇆                        | Au(s)                    | +1,52   |
| Au+ + e-                 | ⇆                        | Au(s)                    | +1,83   |
| F2(g) + 2 e-             | ⇆                        | 2 F−                     | +2,87   |

### Depolarizacija
Depolarizacijski procesi pri elektrokemijskoj koroziji mogu biti različiti. U praksi su najvažniji procesi vodikova depolarizacija, to jest redukcija vodikovih (zapravo H3O+) iona u vodenim otopinama, odnosno kisikova depolarizacija, to jest redukcija u vodi otopljenog kisika. 

### Elektrokemijska korozija željeza
Elektrokemijsku koroziju uzrokuje djelovanje korozijskih galvanskih članaka nastalih na površini metala izloženoj elektrolitu. Neplemenitiji dijelovi površine pritom su anode, na kojima se metal troši ionizacijom, otapanjem u elektrolitu uz istodobno oslobađanje viška elektrona (elektrokemijska oksidacija), koji kroz metal putuju prema plemenitijim dijelovima površine, katodama, gdje se vežu s oksidansima (takozvanim depolarizatorima) iz okoline (elektrokemijska redukcija). U vodenim elektrolitima najčešći su oksidansi otopljeni kisik i vodikovi kationi. Na te primarne reakcije na elektrodama korozijskoga članka obično se nadovezuju sekundarne reakcije, koje često daju čvrste produkte, među kojima je najpoznatija hrđa, smjesa hidratiranih željeznih oksida. Neki čvrsti produkti (na primjer patina na bakru i njegovim slitinama), za razliku od hrđe, koče koroziju. 
Ključna reakcija kod elektrokemijske korozije je redukcija kisika:
O2 + 4 e- + 2 H2O → 4 (OH)-
Zbog toga što se stvaraju hidroksilni anioni, na ovaj proces snažno utječe prisustvo kiselina. U stvari, korozija većine metala je znatno ubrzana tamo gdje je nizak pH. Elektrone za gornju reakciju dobivamo oksidacijom željeza:
Fe → Fe2+ + 2 e-
Sljedeća redoks reakcija se javlja u prisustvu vode i presudna je za stvaranje hrđe:
4 Fe2+ + O2 → 4 Fe3+ + 2 O2−
Uz to, javljaju se u međuvremenu kemijske reakcije kiselina i baza, koji doprinose stvaranju hrđe:
Fe2+ + 2 H2O ⇌ Fe(OH)2 + 2 H+
Fe3+ + 3 H2O ⇌ Fe(OH)3 + 3 H+
i sljedeće ravnotežne reakcije:
Fe(OH)2 ⇌ FeO + H2O
Fe(OH)3 ⇌ FeO(OH) + H2O
2 FeO(OH) ⇌ Fe2O3 + H2O
To znači, za stvaranje korozije presudno je prisustvo kisika i vode.

## Korozijski članci
Elektrokemijska korozija može isto tako teći da se ionizacija i depolarizacija zbivaju na istom mjestu metalne površine. To se, međutim, rijetko događa u praksi (na primjer na određenoj kristalnoj plohi čistog metala ili na amalgamima čistih metala). Redovno su pojedini dijelovi metalne površine u elektrolitu, zbog neravnomjernosti unutrašnjih ili vanjskih korozijskih čimbenika, elektrokemijski toliko različiti da su neki od njih pogodniji za odvijanje ionizacije metala, a drugi za odvijanje depolarizacije. Zbog toga se obično procesi ionizacije metala i depolarizacije, više manje potpuno, lokalno razdvajaju na metalnoj površini. Za dijelove metalne površine na kojima se metal ionizira vrijedi tada ravnotežni potencijal te ionizacije. Taj je potencijal niži od ravnotežnog potencijala depolarizacije, što vrijedi za dijelove metalne površine na kojima se odvija depolarizacija. Metal se, dakle, ionizira na anodnim deijelovima površine, a depolarizacija teče na katodnim dijelovima. Proces korozije analogan je, prema tode, procesu u galvanskom članku koji je kratko spojen. Posebno promatran takav galvanski članak (to jest kratko spojen par anoda - katoda), koji djeluje pri elektrokemijskoj koroziji, zove se korozijski članak. 
Ako su u elektrolitu u dodiru dva metala s nejednakim ravnotežnim potencijalima ionizacije, nastaje korozijski članak u kojemu je neplemenitiji metal anoda. To se zbiva pri dodiru dvaju elemenata od različitih metala, odnosno uz poru, pukotinu ili oštećenje električki vodljive prevlake na metalu. Zato će, na primjer, čelični lim ubrzano korodirati u morskoj vodi uz bakrenu zakovicu. Na pori niklene prevlake na čeliku u elektrolitu će se pojaviti točkasta korozija, a na cinkovoj prevlaci na čeliku pora će se širiti korozijom cinka. Točkasta će se korozija na čeliku u elektrolitu pojaviti i na mjestu oštećenja okujine, koja doduše nije metal, ali ima metalnu vodljivost i plemenitija je od čelika. Pri koroziji niskougljičnog čelika u elektrolitima korodira obično feritna anoda, a na katodi od cementita (Fe3C) odvija se depolarizacija. Na sivom lijevu u prirodnim vodama i tlu nastaje grafitizacija, to jest fazno selektivna korozija koja uništava ferit kao anodu, pa zaostaje spužvasti grafit pomiješan s hrđom. I različite vodljive uključine u metalu mogu djelovati kao katode ili anode korozijskih članaka. Interkristalnu koroziju u elektrolitima često uzrokuju izlučevine neke faze uzduž granica zrna.